# 2024–2025-ös UEFA Konferencia Liga (egyenes kieséses szakasz)
A 2024–2025-ös UEFA Konferencia Liga egyenes kieséses szakasza 2025. február 13-án kezdődik és május 28-án ér véget. Az egyenes kieséses szakaszban az alapszakasz első 24 helyezettje vesz részt.

## Résztvevők
Az egyenes kieséses szakaszban az alapszakasz legjobb 24 csapata vesz részt. Az első 8 csapat kiemeltként a nyolcaddöntőbe jutott, a 9–24. helyezettek a rájátszásába jutottak.
| Hely. | Csapat               |
| ----- | -------------------- |
| 1.    | Chelsea              |
| 2.    | Vitória de Guimarães |
| 3.    | Fiorentina           |
| 4.    | Rapid Wien           |
| 5.    | Djurgårdens IF       |
| 6.    | Lugano               |
| 7.    | Legia Warszawa       |
| 8.    | Cercle Brugge        |

| Hely. | Csapat                |
| ----- | --------------------- |
| 9.    | Jagiellonia Białystok |
| 10.   | Shamrock Rovers       |
| 11.   | APÓEL                 |
| 12.   | Páfosz                |
| 13.   | Panathinaikósz        |
| 14.   | Olimpija Ljubljana    |
| 15.   | Real Betis            |
| 16.   | 1. FC Heidenheim      |

| Hely. | Csapat             |
| ----- | ------------------ |
| 17.   | Gent               |
| 18.   | København          |
| 19.   | Víkingur Reykjavík |
| 20.   | Borac Banja Luka   |
| 21.   | Celje              |
| 22.   | Omónia             |
| 23.   | Molde              |
| 24.   | Topolya            |

## Formátum
A döntő kivételével mindegyik mérkőzés oda-visszavágós rendszerben zajlott. A két találkozó végén az összesítésben több gólt szerző csapat jutott tovább a következő körbe. Ha az összesítésnél az eredmény döntetlen volt, akkor 30 perces hosszabbítást következett a második mérkőzés rendes játékidejének lejárta után. Ha a 2×15 perces hosszabbítás után is egyenlő volt az állás, akkor büntetőpárbajra került sor. A döntőben a győztesről egy mérkőzés döntött.

### A sorsolás menete
Az egyenes kieséses szakaszban azonos tagországba tartozó csapatok bármelyik fordulóban játszhattak egymással, valamint olyan ellenfelekkel is találkozhattak, akikkel az alapszakaszban játszottak.
Az egyes fordulók sorsolási elve a következő:
- A rájátszásának sorsolásán az alapszakasz 9–16. helyezettjei a kiemeltek, az alapszakasz 17–24. helyezettjei a nem kiemeltek. A sorsolást az előre meghatározott ágrajz alapján négy szakaszra osztották, és minden szakaszban a kiemelt csapatok a két lehetséges nem kiemelt ellenfél közül az egyik ellenféllel játszottak. A kiemelt csapatok játszották pályaválasztóként a második mérkőzést.
- A nyolcaddöntő sorsolásán az alapszakasz 1–8. helyezettjei a kiemeltek, a rájátszásának győztesei a nem kiemeltek. A sorsolást az előre meghatározott ágrajz alapján négy szakaszra osztották, és minden szakaszban a kiemelt csapatok a két lehetséges nem kiemelt ellenfél közül az egyik ellenféllel játszottak. A kiemelt csapatok játszották pályaválasztóként a második mérkőzést.
- A negyeddöntőben és az elődöntőben a párosítások az ágrajz alapján automatikusan kialakultak. Sorsolással csak azt határozzák meg, hogy melyik csapat játszotta pályaválasztóként az első mérkőzést. Sorsolással határozták a döntő hivatalos pályaválasztóját is.

### Meghatározott ágrajz
Az egyenes kieséses szakasz ágrajzát előre meghatározott kiemelési elv szerint rögzítették, szimmetrikus mintázattal. A csapatok helyezését az alapszakaszbeli helyezése határozza meg, így biztosítva, hogy az előrébb végzett csapatok hátrább végzett ellenfelekkel találkozzanak a korábbi fordulókban.
- Rájátszás
  - I. párosítás: 9./10. helyezett – 23./24. helyezett
  - II. párosítás: 11./12. helyezett – 21./22. helyezett
  - III. párosítás: 13./14. helyezett – 19./20. helyezett
  - IV. párosítás: 15./16. helyezett – 17./18. helyezett
- Nyolcaddöntők
  - A párosítás: 1./2. helyezett – IV. mérkőzés győztese
  - B párosítás: 3./4. helyezett – III. mérkőzés győztese
  - C párosítás: 5./6. helyezett – II. mérkőzés győztese
  - D párosítás: 7./8. helyezett – I. mérkőzés győztese
- Negyeddöntők
  - 1. párosítás: A mérkőzés győztese – D mérkőzés győztese
  - 2. párosítás: B mérkőzés győztese – C mérkőzés győztese
- Elődöntők: 1. mérkőzés győztese – 2. mérkőzés győztese

## Naptár
A mérkőzések időpontjai a következők:
| Forduló       | Sorsolás           | 1. mérkőzés                              | 2. mérkőzés                              |
| ------------- | ------------------ | ---------------------------------------- | ---------------------------------------- |
| Rájátszás     | 2024. december 20. | 2025. február 13.                        | 2025. február 20.                        |
| Nyolcaddöntők | 2025. február 21.  | 2025. március 6.                         | 2025. március 13.                        |
| Negyeddöntők  | 2025. február 21.  | 2025. április 10.                        | 2025. április 17.                        |
| Elődöntők     | 2025. február 21.  | 2025. május 1.                           | 2025. május 8.                           |
| Döntő         | 2025. február 21.  | 2025. május 28., Városi Stadion, Wrocław | 2025. május 28., Városi Stadion, Wrocław |

## Ágrajz
|  |                             |                             |                             |                             |                             |   |                       |                       |                      |               |               |               |   |                       |              |              |              |              |              |  |  |           |           |           |           |           |  |  |       |       |       |
|  | Rájátszás a nyolcaddöntőért | Rájátszás a nyolcaddöntőért | Rájátszás a nyolcaddöntőért | Rájátszás a nyolcaddöntőért | Rájátszás a nyolcaddöntőért |   |                       | Nyolcaddöntők         | Nyolcaddöntők        | Nyolcaddöntők | Nyolcaddöntők | Nyolcaddöntők |   |                       | Negyeddöntők | Negyeddöntők | Negyeddöntők | Negyeddöntők | Negyeddöntők |  |  | Elődöntők | Elődöntők | Elődöntők | Elődöntők | Elődöntők |  |  | Döntő | Döntő | Döntő |
|  | Rájátszás a nyolcaddöntőért | Rájátszás a nyolcaddöntőért | Rájátszás a nyolcaddöntőért | Rájátszás a nyolcaddöntőért | Rájátszás a nyolcaddöntőért |   |                       | Nyolcaddöntők         | Nyolcaddöntők        | Nyolcaddöntők | Nyolcaddöntők | Nyolcaddöntők |   |                       | Negyeddöntők | Negyeddöntők | Negyeddöntők | Negyeddöntők | Negyeddöntők |  |  | Elődöntők | Elődöntők | Elődöntők | Elődöntők | Elődöntők |  |  | Döntő | Döntő | Döntő |
|  |                             |                             |                             |                             |                             |   |                       |                       |                      |               |               |               |   |                       |              |              |              |              |              |  |  |           |           |           |           |           |  |  |       |       |       |
|  |                             |                             |                             |                             |                             |   |                       |                       |                      |               |               |               |   |                       |              |              |              |              |              |  |  |           |           |           |           |           |  |  |       |       |       |
|  | 17                          | Gent                        | 0                           | 1                           | 1                           |   |                       |                       |                      |               |               |               |   |                       |              |              |              |              |              |  |  |           |           |           |           |           |  |  |       |       |       |
|  | 17                          | Gent                        | 0                           | 1                           | 1                           |   |                       |                       |                      |               |               |               |   |                       |              |              |              |              |              |  |  |           |           |           |           |           |  |  |       |       |       |
|  | 15                          | Real Betis                  | 3                           | 0                           | 3                           |   |                       | 15                    | Real Betis           | 2             | 4             | 6             |   |                       |              |              |              |              |              |  |  |           |           |           |           |           |  |  |       |       |       |
|  | 15                          | Real Betis                  | 3                           | 0                           | 3                           |   |                       | 15                    | Real Betis           | 2             | 4             | 6             |   |                       |              |              |              |              |              |  |  |           |           |           |           |           |  |  |       |       |       |
|  |                             |                             |                             |                             |                             |   |                       | 2                     | Vitória de Guimarães | 2             | 0             | 2             |   |                       |              |              |              |              |              |  |  |           |           |           |           |           |  |  |       |       |       |
|  |                             |                             | Real Betis                  | Real Betis                  | 2                           | 1 | 3                     | 2                     | Vitória de Guimarães | 2             | 0             | 2             |   |                       |              |              |              |              |              |  |  |           |           |           |           |           |  |  |       |       |       |
|  | 24                          | Topolya                     | Real Betis                  | Real Betis                  | 2                           | 1 | 3                     | 1                     | 1                    | 2             |               |               |   |                       |              |              |              |              |              |  |  |           |           |           |           |           |  |  |       |       |       |
|  | 24                          | Topolya                     |                             |                             |                             |   | Jagiellonia Białystok | Jagiellonia Białystok | 1                    | 2             | 0             | 1             | 1 |                       |              |              |              |              |              |  |  |           |           |           |           |           |  |  |       |       |       |
|  | 9                           | Jagiellonia Białystok       | 3                           | 3                           | 6                           |   | Jagiellonia Białystok | Jagiellonia Białystok |                      | 9             | 0             | 1             | 1 | Jagiellonia Białystok | 3            | 0            | 3            |              |              |  |  |           |           |           |           |           |  |  |       |       |       |
|  | 9                           | Jagiellonia Białystok       | 3                           | 3                           | 6                           |   |                       |                       |                      | 9             |               |               |   |                       |              | 0            | 3            |              |              |  |  |           |           |           |           |           |  |  |       |       |       |
|  |                             |                             |                             |                             |                             |   |                       | 8                     | Cercle Brugge        | 0             | 2             | 2             |   |                       |              |              |              |              |              |  |  |           |           |           |           |           |  |  |       |       |       |
|  |                             |                             | Real Betis                  | Real Betis                  | 2                           | 2 | 4                     | 8                     | Cercle Brugge        | 0             | 2             | 2             |   |                       |              |              |              |              |              |  |  |           |           |           |           |           |  |  |       |       |       |
|  | 21                          | Celje                       | Real Betis                  | Real Betis                  | 2                           | 2 | 4                     | 2                     | 2                    | 4             |               |               |   |                       |              |              |              |              |              |  |  |           |           |           |           |           |  |  |       |       |       |
|  | 21                          | Celje                       |                             |                             |                             |   | Fiorentina            | Fiorentina            | 2                    | 4             | 1             | 2             | 3 |                       |              |              |              |              |              |  |  |           |           |           |           |           |  |  |       |       |       |
|  | 11                          | APÓEL                       | 2                           | 0                           | 2                           |   | Fiorentina            | Fiorentina            |                      | 21            | 1             | 2             | 3 | Celje                 | 1            | 4            | 5 (3)        |              |              |  |  |           |           |           |           |           |  |  |       |       |       |
|  | 11                          | APÓEL                       | 2                           | 0                           | 2                           |   |                       |                       |                      | 21            |               |               |   |                       |              | 4            | 5 (3)        |              |              |  |  |           |           |           |           |           |  |  |       |       |       |
|  |                             |                             |                             |                             |                             |   |                       | 6                     | Lugano               | 0             | 5             | 5 (1)         |   |                       |              |              |              |              |              |  |  |           |           |           |           |           |  |  |       |       |       |
|  |                             |                             | Celje                       | Celje                       | 1                           | 2 | 3                     | 6                     | Lugano               | 0             | 5             | 5 (1)         |   |                       |              |              |              |              |              |  |  |           |           |           |           |           |  |  |       |       |       |
|  | 19                          | Víkingur Reykjavík          | Celje                       | Celje                       | 1                           | 2 | 3                     | 2                     | 0                    | 2             |               |               |   |                       |              |              |              |              |              |  |  |           |           |           |           |           |  |  |       |       |       |
|  | 19                          | Víkingur Reykjavík          |                             |                             |                             |   | Fiorentina            | Fiorentina            | 0                    | 2             | 2             | 2             | 4 |                       |              |              |              |              |              |  |  |           |           |           |           |           |  |  |       |       |       |
|  | 13                          | Panathinaikósz              | 1                           | 2                           | 3                           |   | Fiorentina            | Fiorentina            |                      | 13            | 2             | 2             | 4 | Panathinaikósz        | 3            | 1            | 4            |              |              |  |  |           |           |           |           |           |  |  |       |       |       |
|  | 13                          | Panathinaikósz              | 1                           | 2                           | 3                           |   |                       |                       |                      | 13            |               |               |   |                       |              | 1            | 4            |              |              |  |  |           |           |           |           |           |  |  |       |       |       |
|  |                             |                             |                             |                             |                             |   |                       | 3                     | Fiorentina           | 2             | 3             | 5             |   |                       |              |              |              |              |              |  |  |           |           |           |           |           |  |  |       |       |       |
|  |                             |                             | Real Betis                  | Real Betis                  | 1                           |   |                       | 3                     | Fiorentina           | 2             | 3             | 5             |   |                       |              |              |              |              |              |  |  |           |           |           |           |           |  |  |       |       |       |
|  | 22                          | Omónia                      | Real Betis                  | Real Betis                  | 1                           | 1 | 1                     | 2                     |                      |               |               |               |   |                       |              |              |              |              |              |  |  |           |           |           |           |           |  |  |       |       |       |
|  | 22                          | Omónia                      |                             |                             |                             | 1 | 1                     | 2                     |                      | Chelsea       | Chelsea       | 4             |   |                       |              |              |              |              |              |  |  |           |           |           |           |           |  |  |       |       |       |
|  | 12                          | Páfosz                      | 1                           | 2                           | 3                           |   |                       | 12                    | Páfosz               | Chelsea       | Chelsea       | 4             | 1 | 0                     | 1            |              |              |              |              |  |  |           |           |           |           |           |  |  |       |       |       |
|  | 12                          | Páfosz                      | 1                           | 2                           | 3                           |   |                       | 12                    | Páfosz               |               |               |               |   |                       |              |              |              |              |              |  |  |           |           |           |           |           |  |  |       |       |       |
|  |                             |                             |                             |                             |                             |   |                       | 5                     | Djurgårdens IF       | 0             | 3             | 3             |   |                       |              |              |              |              |              |  |  |           |           |           |           |           |  |  |       |       |       |
|  |                             |                             | Djurgårdens IF              | Djurgårdens IF              | 0                           | 4 | 4                     | 5                     | Djurgårdens IF       | 0             | 3             | 3             |   |                       |              |              |              |              |              |  |  |           |           |           |           |           |  |  |       |       |       |
|  | 20                          | Borac Banja Luka            | Djurgårdens IF              | Djurgårdens IF              | 0                           | 4 | 4                     | 1                     | 0                    | 1             |               |               |   |                       |              |              |              |              |              |  |  |           |           |           |           |           |  |  |       |       |       |
|  | 20                          | Borac Banja Luka            |                             |                             |                             |   | Rapid Wien            | Rapid Wien            | 0                    | 1             | 1             | 1             | 2 |                       |              |              |              |              |              |  |  |           |           |           |           |           |  |  |       |       |       |
|  | 14                          | Olimpija Ljubljana          | 0                           | 0                           | 0                           |   | Rapid Wien            | Rapid Wien            |                      | 20            | 1             | 1             | 2 | Borac Banja Luka      | 1            | 1            | 2            |              |              |  |  |           |           |           |           |           |  |  |       |       |       |
|  | 14                          | Olimpija Ljubljana          | 0                           | 0                           | 0                           |   |                       |                       |                      | 20            |               |               |   |                       |              | 1            | 2            |              |              |  |  |           |           |           |           |           |  |  |       |       |       |
|  |                             |                             |                             |                             |                             |   |                       | 4                     | Rapid Wien           | 1             | 2             | 3             |   |                       |              |              |              |              |              |  |  |           |           |           |           |           |  |  |       |       |       |
|  |                             |                             | Djurgårdens IF              | Djurgårdens IF              | 1                           | 0 | 1                     | 4                     | Rapid Wien           | 1             | 2             | 3             |   |                       |              |              |              |              |              |  |  |           |           |           |           |           |  |  |       |       |       |
|  | 23                          | Molde                       | Djurgårdens IF              | Djurgårdens IF              | 1                           | 0 | 1                     | 0                     | 1                    | 1 (5)         |               |               |   |                       |              |              |              |              |              |  |  |           |           |           |           |           |  |  |       |       |       |
|  | 23                          | Molde                       |                             |                             |                             |   | Chelsea               | Chelsea               | 1                    | 1 (5)         | 4             | 1             | 5 |                       |              |              |              |              |              |  |  |           |           |           |           |           |  |  |       |       |       |
|  | 10                          | Shamrock Rovers             | 1                           | 0                           | 1 (4)                       |   | Chelsea               | Chelsea               |                      | 23            | 4             | 1             | 5 | Molde                 | 3            | 0            | 3            |              |              |  |  |           |           |           |           |           |  |  |       |       |       |
|  | 10                          | Shamrock Rovers             | 1                           | 0                           | 1 (4)                       |   |                       |                       |                      | 23            |               |               |   |                       |              | 0            | 3            |              |              |  |  |           |           |           |           |           |  |  |       |       |       |
|  |                             |                             |                             |                             |                             |   |                       | 7                     | Legia Warszawa       | 2             | 2             | 4             |   |                       |              |              |              |              |              |  |  |           |           |           |           |           |  |  |       |       |       |
|  |                             |                             | Legia Warszawa              | Legia Warszawa              | 0                           | 2 | 2                     | 7                     | Legia Warszawa       | 2             | 2             | 4             |   |                       |              |              |              |              |              |  |  |           |           |           |           |           |  |  |       |       |       |
|  | 18                          | København                   | Legia Warszawa              | Legia Warszawa              | 0                           | 2 | 2                     | 1                     | 3                    | 4             |               |               |   |                       |              |              |              |              |              |  |  |           |           |           |           |           |  |  |       |       |       |
|  | 18                          | København                   |                             |                             |                             |   | Chelsea               | Chelsea               | 3                    | 4             | 3             | 1             | 4 |                       |              |              |              |              |              |  |  |           |           |           |           |           |  |  |       |       |       |
|  | 16                          | 1. FC Heidenheim            | 2                           | 1                           | 3                           |   | Chelsea               | Chelsea               |                      | 18            | 3             | 1             | 4 | København             | 1            | 0            | 1            |              |              |  |  |           |           |           |           |           |  |  |       |       |       |
|  | 16                          | 1. FC Heidenheim            | 2                           | 1                           | 3                           |   |                       |                       |                      | 18            |               |               |   |                       |              | 0            | 1            |              |              |  |  |           |           |           |           |           |  |  |       |       |       |
|  |                             |                             |                             |                             |                             |   |                       | 1                     | Chelsea              | 2             | 1             | 3             |   |                       |              |              |              |              |              |  |  |           |           |           |           |           |  |  |       |       |       |
|  |                             |                             |                             |                             |                             |   |                       | 1                     | Chelsea              | 2             | 1             | 3             |   |                       |              |              |              |              |              |  |  |           |           |           |           |           |  |  |       |       |       |

## Rájátszás

### Összegzés
| 1. csapat          | Össz.Tooltip Aggregate score | 2. csapat             | 1. mérk. | 2. mérk.   |
| ------------------ | ---------------------------- | --------------------- | -------- | ---------- |
| Gent               | 1–3                          | Real Betis            | 0–3      | 1–0        |
| Topolya            | 2–6                          | Jagiellonia Białystok | 1–3      | 1–3        |
| Celje              | 4–2                          | APÓEL                 | 2–2      | 2–0        |
| Víkingur Reykjavík | 2–3                          | Panathinaikósz        | 2–1      | 0–2        |
| København          | 1–0                          | 1. FC Heidenheim      | 1–0      | 0–0        |
| Molde              | 2–3                          | Shamrock Rovers       | 1–1      | 0–2        |
| Omónia             | 1–1 (t. 5–4)                 | Páfosz                | 0–1      | 1–0 (h.u.) |
| Borac Banja Luka   | 4–3                          | Olimpija Ljubljana    | 1–2      | 3–1 (h.u.) |

### Mérkőzések
| 2025. február 13. 21:00 |

| Gent | 0–3               | Real Betis                          |
| ---- | ----------------- | ----------------------------------- |
|      | (0–0) Jegyzőkönyv | Antony 47' Bakambu 72' Altimira 84' |

| Ghelamco Arena, Gent Nézőszám: 11 051 Játékvezető: Horațiu Feșnic (román) |

| 2025. február 20. 18:45 |

| Real Betis | 0–1               | Gent      |
| ---------- | ----------------- | --------- |
|            | (0–0) Jegyzőkönyv | Brown 87' |

| Benito Villamarín Stadion, Sevilla Nézőszám: 51 510 Játékvezető: Damian Sylwestrzak (lengyel) |

| 2025. február 13. 18:45 |

| Topolya      | 1–3               | Jagiellonia Białystok   |
| ------------ | ----------------- | ----------------------- |
| Mboungou 28' | (1–1) Jegyzőkönyv | Imaz 31' 89' Pululu 81' |

| TSC Aréna, Topolya Nézőszám: 2550 Játékvezető: António Nobre (portugál) |

| 2025. február 20. 21:00 |

| Jagiellonia Białystok                    | 3–1               | Topolya     |
| ---------------------------------------- | ----------------- | ----------- |
| Hansen 8' Imaz 70' Radojević 76' (öngól) | (1–1) Jegyzőkönyv | Lazetić 17' |

| Białystok városi stadion, Białystok Nézőszám: 10 243 Játékvezető: Allard Lindhout (holland) |

| 2025. február 13. 18:45 |

| Celje        | 2–2               | APÓEL                 |
| ------------ | ----------------- | --------------------- |
| Kučys 2' 59' | (1–1) Jegyzőkönyv | Abagna 32' Laifis 70' |

| Stadion Z'dežele, Celje Nézőszám: 4050 Játékvezető: Mykola Balakin (ukrán) |

| 2025. február 20. 21:00 (22:00 UTC+2) |

| APÓEL | 0–2               | Celje                   |
| ----- | ----------------- | ----------------------- |
|       | (0–1) Jegyzőkönyv | Kučys 45+4' Svetlin 51' |

| GSZP Stadion, Nicosia Nézőszám: 9108 Játékvezető: John Beaton (skót) |

| 2025. február 13. 18:45 (19:45 UTC+2) |

| Víkingur Reykjavík           | 2–1               | Panathinaikósz             |
| ---------------------------- | ----------------- | -------------------------- |
| Atlason 13' Vilhjálmsson 56' | (1–0) Jegyzőkönyv | Ioannidis 90+1' (11-esből) |

| Bolt Arena, Helsinki, Finnország Nézőszám: 811 Játékvezető: Rohit Saggi (norvég) |

| 2025. február 20. 21:00 (22:00 UTC+2) |

| Panathinaikósz            | 2–0               | Víkingur Reykjavík |
| ------------------------- | ----------------- | ------------------ |
| Mladenović 70' Tetê 90+5' | (0–0) Jegyzőkönyv |                    |

| Olimpiai Stadion, Athén Nézőszám: 8931 Játékvezető: Rade Obrenović (szlovén) |

| 2025. február 13. 21:00 |

| København     | 1–2               | 1. FC Heidenheim          |
| ------------- | ----------------- | ------------------------- |
| Larsson 45+1' | (1–0) Jegyzőkönyv | Keller 59' Siersleben 85' |

| Parken Stadion, Koppenhága Nézőszám: 22 789 Játékvezető: Alexandros Tsakalidis (görög) |

| 2025. február 20. 18:45 |

| 1. FC Heidenheim | 1–3 (h. u.)                 | København                                    |
| ---------------- | --------------------------- | -------------------------------------------- |
| Scienza 74'      | (0–1, 1–2, 1–2) Jegyzőkönyv | Chiakha 37' Diks 53' (11-esből) Huescas 114' |

| Voith-Arena, Heidenheim an der Brenz Nézőszám: 12 336 Játékvezető: Nikola Dabanović (montenegrói) |

| 2025. február 13. 18:45 |

| Molde | 0–1               | Shamrock Rovers |
| ----- | ----------------- | --------------- |
|       | (0–0) Jegyzőkönyv | M. Noonan 57'   |

| Aker Stadion, Molde Nézőszám: 3051 Játékvezető: Andris Treimanis (lett) |

| 2025. február 20. 21:00 (20:00 UTC+0) |

| Shamrock Rovers                              | 0–1 (h. u.)                 | Molde                              |
| -------------------------------------------- | --------------------------- | ---------------------------------- |
|                                              | (0–1, 0–1, 0–1) Jegyzőkönyv | Eikrem 10'                         |
| Büntetőpárbaj                                |                             |                                    |
| Healy M. Noonan Greene J. O’Sullivan McEneff | 4–5                         | Ihler Stenevik Enggård Daga Hestad |

| Tallaght Stadion, Dublin Nézőszám: 9533 Játékvezető: Anasztásziosz Szidirópulosz (görög) |

| 2025. február 13. 21:00 (22:00 UTC+2) |

| Omónia                | 1–1               | Páfosz    |
| --------------------- | ----------------- | --------- |
| Semedo 51' (11-esből) | (0–0) Jegyzőkönyv | Oršić 84' |

| GSZP Stadion, Nicosia Nézőszám: 13 787 Játékvezető: Simone Sozza (olasz) |

| 2025. február 20. 18:45 (19:45 UTC+2) |

| Páfosz              | 2–1               | Omónia      |
| ------------------- | ----------------- | ----------- |
| Bruno 28' Silva 65' | (1–0) Jegyzőkönyv | Jovetić 60' |

| Alphamega Stadion, Limassol Nézőszám: 5350 Játékvezető: Clément Turpin (francia) |

| 2025. február 13. 21:00 |

| Borac Banja Luka | 1–0               | Olimpija Ljubljana |
| ---------------- | ----------------- | ------------------ |
| Ogrinec 90+1'    | (0–0) Jegyzőkönyv |                    |

| Banja Luka városi stadion, Banja Luka Nézőszám: 8406 Játékvezető: Radu Petrescu (román) |

| 2025. február 20. 18:45 |

| Olimpija Ljubljana | 0–0         | Borac Banja Luka |
| ------------------ | ----------- | ---------------- |
|                    | Jegyzőkönyv |                  |

| Stožice Stadion, Ljubljana Nézőszám: 12 169 Játékvezető: Manfredas Lukjančukas (litván) |

## Nyolcaddöntők

### Összegzés
| 1. csapat             | Össz.Tooltip Aggregate score | 2. csapat            | 1. mérk. | 2. mérk.   |
| --------------------- | ---------------------------- | -------------------- | -------- | ---------- |
| Real Betis            | 6–2                          | Vitória de Guimarães | 2–2      | 4–0        |
| Jagiellonia Białystok | 3–2                          | Cercle Brugge        | 3–0      | 0–2        |
| Celje                 | 5–5 (t. 3–1)                 | Lugano               | 1–0      | 4–5 (h.u.) |
| Panathinaikósz        | 4–5                          | Fiorentina           | 3–2      | 1–3        |
| København             | 1–3                          | Chelsea              | 1–2      | 0–1        |
| Molde                 | 3–4                          | Legia Warszawa       | 3–2      | 0–2 (h.u.) |
| Páfosz                | 1–3                          | Djurgårdens IF       | 1–0      | 0–3        |
| Borac Banja Luka      | 2–3                          | Rapid Wien           | 1–1      | 1–2 (h.u.) |

### Mérkőzések
| 2025. március 6. 18:45 |

| Real Betis           | 2–2               | Vitória de Guimarães    |
| -------------------- | ----------------- | ----------------------- |
| Bakambu 48' Isco 75' | (0–0) Jegyzőkönyv | Mendes 51' Oliveira 81' |

| Benito Villamarín Stadion, Sevilla Nézőszám: 44 366 Játékvezető: Nikola Dabanović (montenegrói) |

| 2025. március 13. 21:00 (20:00 UTC+0) |

| Vitória de Guimarães | 0–4               | Real Betis                         |
| -------------------- | ----------------- | ---------------------------------- |
|                      | (0–2) Jegyzőkönyv | Bakambu 5' 20' Antony 58' Isco 80' |

| Estádio D. Afonso Henriques, Guimarães Nézőszám: 28 994 Játékvezető: Serdar Gözübüyük (holland) |

| 2025. március 6. 21:00 |

| Jagiellonia Białystok                   | 3–0               | Cercle Brugge |
| --------------------------------------- | ----------------- | ------------- |
| Pululu 69' (11-esből) 78' Romanczuk 75' | (0–0) Jegyzőkönyv |               |

| Białystok városi stadion, Białystok Nézőszám: 17 221 Játékvezető: Anasztásziosz Szidirópulosz (görög) |

| 2025. március 13. 18:45 |

| Cercle Brugge                         | 2–0               | Jagiellonia Białystok |
| ------------------------------------- | ----------------- | --------------------- |
| Van der Bruggen 8' Felipe Augusto 50' | (1–0) Jegyzőkönyv |                       |

| Jan Breydel Stadion, Brugge Nézőszám: 4646 Játékvezető: Morten Krogh (dán) |

| 2025. március 6. 21:00 |

| Celje       | 1–0               | Lugano |
| ----------- | ----------------- | ------ |
| Svetlin 23' | (1–0) Jegyzőkönyv |        |

| Stadion Z'dežele, Celje Nézőszám: 5712 Játékvezető: António Nobre (portugál) |

| 2025. március 13. 18:45 |

| Lugano                                                   | 5–4 (h. u.)                 | Celje                                                   |
| -------------------------------------------------------- | --------------------------- | ------------------------------------------------------- |
| Mahmoud 21' Koutsias 42' 80' Dos Santos 44' Doumbia 118' | (3–1, 4–3, 4–4) Jegyzőkönyv | Sešlar 40' Svetlin 68' Kučys 90+5' (11-esből) Nieto 97' |
| Büntetőpárbaj                                            |                             |                                                         |
| Przybyłko Steffen Mai Cimignani                          | 1–3                         | Edmilson Sešlar Karničnik                               |

| Stockhorn Arena, Thun Nézőszám: 1853 Játékvezető: Andris Treimanis (lett) |

| 2025. március 6. 18:45 (19:45 UTC+2) |

| Panathinaikósz                       | 3–2               | Fiorentina              |
| ------------------------------------ | ----------------- | ----------------------- |
| Świderski 5' Maksimović 19' Tetê 55' | (2–2) Jegyzőkönyv | Beltrán 20' Fagioli 23' |

| Olimpiai Stadion, Athén Nézőszám: 26 849 Játékvezető: Erik Lambrechts (belga) |

| 2025. március 13. 21:00 |

| Fiorentina                              | 3–1               | Panathinaikósz           |
| --------------------------------------- | ----------------- | ------------------------ |
| Mandragora 12' Guðmundsson 24' Kean 75' | (2–0) Jegyzőkönyv | Ioannidis 81' (11-esből) |

| Artemio Franchi Stadion, Firenze Nézőszám: 15 101 Játékvezető: John Beaton (skót) |

| 2025. március 6. 18:45 |

| København   | 1–2               | Chelsea                 |
| ----------- | ----------------- | ----------------------- |
| Pereira 79' | (0–0) Jegyzőkönyv | James 46' Fernández 65' |

| Parken Stadion, Koppenhága Nézőszám: 35 859 Játékvezető: Georgi Kabakov (bolgár) |

| 2025. március 13. 21:00 (20:00 UTC+0) |

| Chelsea           | 1–0               | København |
| ----------------- | ----------------- | --------- |
| Dewsbury-Hall 55' | (0–0) Jegyzőkönyv |           |

| Stamford Bridge, London Nézőszám: 35 280 Játékvezető: Radu Petrescu (román) |

| 2025. március 6. 18:45 |

| Molde                                  | 3–2               | Legia Warszawa            |
| -------------------------------------- | ----------------- | ------------------------- |
| Hestad 11' Eriksen 17' Gulbrandsen 43' | (3–0) Jegyzőkönyv | Chodyna 64' Luquinhas 67' |

| Aker Stadion, Molde Nézőszám: 4098 Játékvezető: Horațiu Feșnic (román) |

| 2025. március 13. 21:00 |

| Legia Warszawa          | 2–0 (h. u.)                 | Molde |
| ----------------------- | --------------------------- | ----- |
| Morishita 34' Gual 108' | (1–0, 1–0, 1–0) Jegyzőkönyv |       |

| Lengyel Hadsereg Stadion, Varsó Nézőszám: 26 153 Játékvezető: Matej Jug (szlovén) |

| 2025. március 6. 21:00 (22:00 UTC+2) |

| Páfosz       | 1–0               | Djurgårdens IF |
| ------------ | ----------------- | -------------- |
| Tanković 65' | (0–0) Jegyzőkönyv |                |

| Alphamega Stadion, Limassol Nézőszám: 3809 Játékvezető: Giorgi Kruashvili (grúz) |

| 2025. március 13. 18:45 |

| Djurgårdens IF                       | 3–0               | Páfosz |
| ------------------------------------ | ----------------- | ------ |
| Fallenius 35' Stensson 69' Nguen 86' | (1–0) Jegyzőkönyv |        |

| 3Arena, Stockholm Nézőszám: 17 653 Játékvezető: Sebastian Gishamer (osztrák) |

| 2025. március 6. 21:00 |

| Borac Banja Luka         | 1–1               | Rapid Wien |
| ------------------------ | ----------------- | ---------- |
| Vuković 90+2' (11-esből) | (0–1) Jegyzőkönyv | Beljo 34'  |

| Banja Luka városi stadion, Banja Luka Nézőszám: 9652 Játékvezető: Jérôme Brisard (francia) |

| 2025. március 13. 18:45 |

| Rapid Wien           | 2–1 (h. u.)                 | Borac Banja Luka |
| -------------------- | --------------------------- | ---------------- |
| Beljo 70' Schaub 96' | (0–0, 1–1, 2–1) Jegyzőkönyv | Ogrinec 66'      |

| Allianz Stadion, Bécs Nézőszám: 23 000 Játékvezető: Allard Lindhout (holland) |

## Negyeddöntők
A negyeddöntők első mérkőzéseinek pályaválasztóinak sorsolását 2025. február 21-én tartották.

### Összegzés
A negyeddöntő első mérkőzéseit 2025. április 10-én, a második mérkőzéseket április 17-én játszották.

| 1. csapat      | Össz.Tooltip Aggregate score | 2. csapat             | 1. mérk. | 2. mérk.   |
| -------------- | ---------------------------- | --------------------- | -------- | ---------- |
| Real Betis     | 3–1                          | Jagiellonia Białystok | 2–0      | 1–1        |
| Celje          | 3–4                          | Fiorentina            | 1–2      | 2–2        |
| Legia Warszawa | 2–4                          | Chelsea               | 0–3      | 2–1        |
| Djurgårdens IF | 4–2                          | Rapid Wien            | 0–1      | 4–1 (h.u.) |

### Mérkőzések
| 2025. április 10. 21:00 |

| Real Betis                     | 2–0               | Jagiellonia Białystok |
| ------------------------------ | ----------------- | --------------------- |
| Bakambu 24' J. Rodríguez 45+2' | (2–0) Jegyzőkönyv |                       |

| Benito Villamarín Stadion, Sevilla Nézőszám: 56 442 Játékvezető: Anthony Taylor (angol) |

| 2025. április 17. 18:45 |

| Jagiellonia Białystok | 1–1               | Real Betis  |
| --------------------- | ----------------- | ----------- |
| Churlinov 81'         | (0–0) Jegyzőkönyv | Bakambu 78' |

| Białystok városi stadion, Białystok Nézőszám: 20 003 Játékvezető: Clément Turpin (francia) |

| 2025. április 10. 21:00 |

| Celje                            | 1–2               | Fiorentina                            |
| -------------------------------- | ----------------- | ------------------------------------- |
| Delaurier-Chaubet 68' (11-esből) | (0–1) Jegyzőkönyv | Ranieri 27' Mandragora 62' (11-esből) |

| Stadion Z'dežele, Celje Nézőszám: 12 512 Játékvezető: Felix Zwayer (német) |

| 2025. április 17. 18:45 |

| Fiorentina              | 2–2               | Celje                 |
| ----------------------- | ----------------- | --------------------- |
| Mandragora 37' Kean 67' | (1–0) Jegyzőkönyv | Matko 54' Nemanič 65' |

| Artemio Franchi Stadion, Firenze Nézőszám: 13 195 Játékvezető: João Pinheiro (portugál) |

| 2025. április 10. 18:45 |

| Legia Warszawa | 0–3               | Chelsea                    |
| -------------- | ----------------- | -------------------------- |
|                | (0–0) Jegyzőkönyv | George 49' Madueke 57' 74' |

| Lengyel Hadsereg Stadion, Varsó Nézőszám: 29 055 Játékvezető: Serdar Gözübüyük (holland) |

| 2025. április 17. |

| Chelsea       | 1–2               | Legia Warszawa                     |
| ------------- | ----------------- | ---------------------------------- |
| Cucurella 33' | (1–1) Jegyzőkönyv | Pekhart 10' (11-esből) Kapuadi 53' |

| Stamford Bridge, London Nézőszám: 32 549 Játékvezető: Alejandro Hernández Hernández (spanyol) |

| 2025. április 10. 21:00 |

| Djurgårdens IF | 0–1               | Rapid Wien           |
| -------------- | ----------------- | -------------------- |
|                | (0–0) Jegyzőkönyv | Finndell 62' (öngól) |

| 3Arena, Stockholm Nézőszám: 23 531 Játékvezető: Tobias Stieler (német) |

| 2025. április 17. 21:00 |

| Rapid Wien        | 1–4 (h. u.)                 | Djurgårdens IF                                         |
| ----------------- | --------------------------- | ------------------------------------------------------ |
| Une 45+1' (öngól) | (1–1, 1–2, 1–4) Jegyzőkönyv | Danielson 42' (11-esből) Kosugi 77' Gulliksen 93' 105' |

| Allianz Stadion, Bécs Nézőszám: 25 600 Játékvezető: Anthony Taylor (angol) |

## Elődöntők

### Összegzés
| 1. csapat      | Össz.Tooltip Aggregate score | 2. csapat  | 1. mérk. | 2. mérk.   |
| -------------- | ---------------------------- | ---------- | -------- | ---------- |
| Real Betis     | 4–3                          | Fiorentina | 2–1      | 2–2 (h.u.) |
| Djurgårdens IF | 1–5                          | Chelsea    | 1–4      | 0–1        |

### Mérkőzések
| 2025. május 1. 21:00 |

| Real Betis             | 2–1               | Fiorentina  |
| ---------------------- | ----------------- | ----------- |
| Ezálzúlí 6' Antony 64' | (1–0) Jegyzőkönyv | Ranieri 73' |

| Benito Villamarín Stadion, Sevilla Nézőszám: 56 417 Játékvezető: Michael Oliver (angol) |

| 2025. május 8. 21:00 |

| Fiorentina     | 2–2 (h. u.)                 | Real Betis              |
| -------------- | --------------------------- | ----------------------- |
| Gosens 34' 42' | (2–1, 2–1, 2–2) Jegyzőkönyv | Antony 30' Ezálzúlí 97' |

| Artemio Franchi Stadion, Firenze Nézőszám: 21 252 Játékvezető: Glenn Nyberg (svéd) |

| 2025. május 1. 21:00 |

| Djurgårdens IF | 1–4               | Chelsea                                |
| -------------- | ----------------- | -------------------------------------- |
| Alemayehu 68'  | (0–2) Jegyzőkönyv | Sancho 13' Madueke 43' Jackson 59' 65' |

| 3Arena, Stockholm Nézőszám: 26 703 Játékvezető: Sandro Schärer (svájci) |

| 2025. május 8. 21:00 |

| Chelsea           | 1–0               | Legia Warszawa |
| ----------------- | ----------------- | -------------- |
| Dewsbury-Hall 38' | (1–0) Jegyzőkönyv |                |

| Stamford Bridge, London Nézőszám: 32 464 Játékvezető: João Pinheiro (portugál) |

## Döntő
| 2025. május 28. 21:00 |

| Real Betis  | 1–4               | Chelsea                                            |
| ----------- | ----------------- | -------------------------------------------------- |
| Ezálzúlí 9' | (1–0) Jegyzőkönyv | Fernández 65' Jackson 70' Sancho 83' Caicedo 90+1' |

| Wrocław Stadion, Wrocław Nézőszám: 39 754 Játékvezető: Irfan Peljto (bosznia-hercegovinai) |